# یواس‌اس اتحادیه (۱۸۶۱)
یواس‌اس اتحادیه (۱۸۶۱) (به انگلیسی: USS Union (1861)) یک کشتی بود که طول آن ۲۲۰ فوت (۶۷ متر) بود.